# Rue Protzer
Rue Protzer (Stuttgart, 1966) is een Duitse jazzgitarist en componist. Hij is de leider van de groep Rue de Paris en werkte hierin samen met musici als Randy Brecker, Ack van Rooyen, Lee Konitz, Adam Nussbaum en Marc Johnson.

## Biografie
Protzer, die opgroeide in Neurenberg, won op zijn vijftiende een competitiewedstrijd. Hij werkte als studiomuzikant en studeerde aan het conservatorium in Neurenberg (klassieke gitaar, compositie en dirigeren). Hij studeerde onder meer bij Pat Metheny en Joe Beck, daarna richtte hij zich helemaal op de jazz. In 2005 verscheen zijn debuutalbum. Hij werkte samen met o.m. het Metropole Orkest. In 2013 kwam hij met een album met een all star-band van jonge Duitse musici.

## Discografie

### Als leider
- Rue de Paris – Quiet Motion (Sony Classical/Sony BMG) met Adam Nussbaum, John Goldsby, Thomas Rückert, Ack van Rooyen (2005)
- Rue de Paris – New York Slow (Sony Classical/Sony BMG) met Randy Brecker, Lee Konitz, Adam Nussbaum, Jay Anderson, Thomas Rückert (2007)
- Rue de Paris - Trois (Intuition) met Adam Nussbaum, Thomas Rückert, Marc Johnson, Cecile Verny, Julian Wasserfuhr (2009)
- Rue Protzer - One Note Story met Patrick Scales, Sebastian Studnitzky, Lutz Häfner, Jesse Milliner, Jürgen Neudert, Christian Lettner (2013)

### Als 'sideman'
- Ursula Oswald – Beginning To See the Light Jazz4ever/Sunny Moon